# Sporting Clube de Braga (futsal)
Actualités
La section futsal du Sporting Clube de Braga est fondée en 2007 et basée à Braga.

## Palmarès
- Championnat du Portugal de futsal
  - Vice-champion : 2017
  - Troisième : 2014, 2015, 2016 et 2023

- Coupe du Portugal de futsal: (1)
  - Vainqueur : 2024
  - Finaliste : 2007, 2013 et 2020

- Coupe de la ligue du Portugal de futsal
  - Finaliste : 2019

- Supercoupe du Portugal de futsal: (1)
  - Vainqueur : 2024
  - Finaliste : 2007 et 2013